# 吉利美人豹
吉利美人豹（研發代號：BL-1）是中國民營汽車製造商吉利汽車開發的一款雙門、輕量的運動型都市跑車。該車於2003年1月28日下線，為中國汽車工業史上第一輛自主研發的跑車，因此同年9月即被中國國家博物館永久收藏並展示。2003年12月，更被評為「中國風雲車最佳跑車」。及後於2004年6月6日，在中國國際汽車周上，更獲得「外形设计独特車型」大奖，並当选「年度节能車型」。
1. ↑  . 專汽之都.   [2021-11-08]. （原始内容存档于2021-11-09）.